# Сражение при Стонне

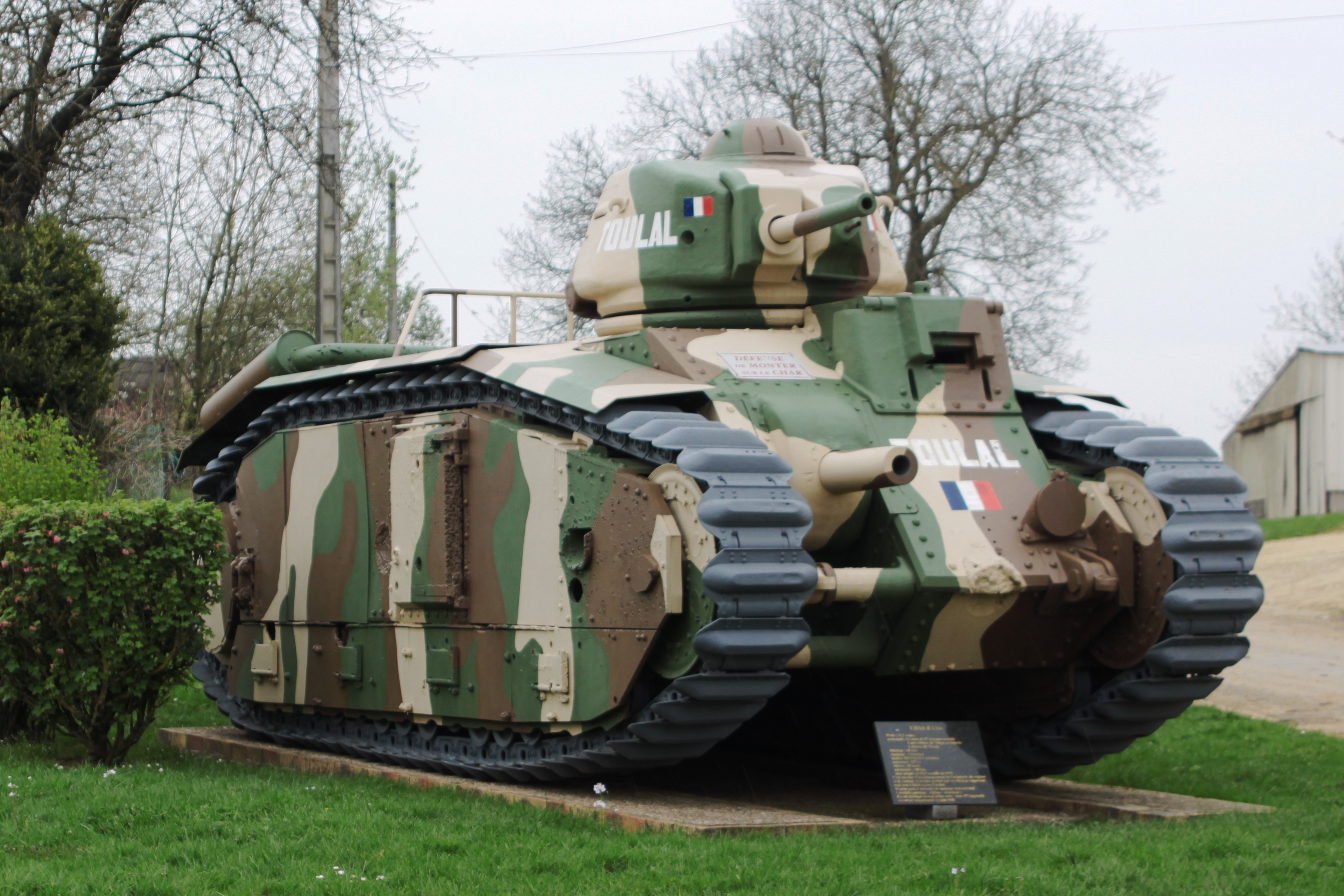
Char B1 bis, установленный в Стонне

Сражение при Стонне (фр. Bataille de Stonne) — одно из важных сражений Западной кампании 1940 года. Неудачная попытка французских войск ликвидировать немецкие плацдармы у Седана и контратаками во фланг помешать наступлению на запад танковых соединений группы армий «А».

## Военная ситуация
10 мая 1940 года, в 5 часов 35 минут, немецкая группа армий «А» начала наступление через Арденны. Части французских кавалерийских дивизий, которые обеспечивали прикрытие главных сил 2-й и 9 и французских армий, были опрокинуты. Преодолев 110-километровую полосу, группировка пересекла французскую границу и на рассвете третьего дня наступления вышла к реке Маас.
Благодаря маневру через Арденны немцам удалось войти в брешь между французскими войсками. Французские войска были вынуждены быстро отступить после того, как немцам удалось прорвать их оборону у Седана (12-15 мая) и создать там плацдармы. Генерал Гейнц Гудериан приказал своим войскам занять позиции на линии Арденнский канал — Маас — Стонн — Музон. Этот маневр был призван обеспечить безопасность группы армий «А» на ее левом фланге по мере ее продвижения на запад, в глубь французской территории. Самым важным было захватить позиции в районе Стонна, южнее Седана, поскольку это обеспечивало бы относительную безопасность переправы немецких войск от огня французской артиллерии.

## Ход сражения

Французская атака в 10:30 15 мая

Французская атака в 7:30 16 мая

Рано утром 15 мая первые немецкие войска атаковали Стонн, но, потеряв семь танков, немцы отошли, хотя само село удержали. Ситуацию изменила лишь атака с запада французских легких танков Hotchkiss H35 7-й полубригады в 7:30. Однако, исчерпав боеприпасы и не имея поддержки пехоты в 8.00 танки отошли, и село вновь заняли немцы. В 9:00 французские тяжёлые танки Char B1 5-й полубригады попытались контратаковать, но, не получив поддержки пехоты, были вынуждены отойти. В 9:30 утра Стонн снова оказался в руках немецких войск. Французские тяжёлые танки возобновили атаку, и около 10:30 Стонн был занят. Однако французские танкисты по-прежнему оставались без поддержки пехоты, и после потери трех машин было приказано отступить. В 10:45 село снова было занято немцами.
Французы решили начать контратаку силами двух пехотных полков при поддержке шести танков. После ожесточенных боев им удалось около полудня захватить Стонн. Немцы перегруппировали свои силы и предприняли новую атаку силами двух пехотных полков. В 17:30 французским войскам пришлось оставить деревню.
16 мая деревня дважды переходила из рук в руки. В 7:30 её захватили французы. Ключевую роль в этой атаке сыграл танк Char B1 капитана Пьера Бийотта. Уничтожив головную и ведомую машины, он открыл огонь по остальным немецким танкам, и в результате было уничтожено тринадцать машин противника (два PzKpfw IV и одиннадцать PzKpfw III), а также два противотанковых орудия PaK 36. Несмотря на сто сорок прямых попаданий, Бийотт вернулся на французские позиции без серьезных повреждений танка. Несмотря на этот успех французов, немцы, проведя новую атаку, примерно на 17:00 вытеснили их из Стонна.
17 мая бои снова усилились, и Стонн шесть раз переходила из рук в руки. Наконец, в 17:30 французским войскам пришлось отступить из-за успехов немецких войск на других участках боевых действий. Несмотря на это контратаки французов оставались чрезвычайно опасными и угрожали флангу немецкого 19-го армейского корпуса. Отдельные атаки французов вокруг Стонна продолжались до 25 мая.

## Потери
Потери в этом сражении были значительными с обеих сторон: с немецкой стороны было около 6000 (в том числе 2500 убитыми); с французской стороны — около 3000, в том числе около 1000 убитыми. Были уничтожены 33 французских и 24 немецких танка.